# Gymnoris
A Gymnoris a madarak osztályának verébalakúak (Passeriformes) rendjébe és a verébfélék (Passeridae) családja tartozó nem. Az ide tartozó fajokat sorolták a Petronia nembe is.

## Rendszerezésük
A nemet Edward Blyth angol zoológus írta le 1845-ben, az alábbi fajok tartoznak ide:
- száheli köviveréb (Gymnoris dentata)
- sárgatorkú köviveréb (Gymnoris superciliaris)
- barnavállú köviveréb (Gymnoris xanthocollis)
- sárgafoltos köviveréb (Gymnoris pyrgita)

## Előfordulásuk
A barnavállú köviveréb a Közel-Keleten és Ázsia déli részén, a többi Afrika területén honos.
Természetes élőhelyeik szubtrópusi és trópusi száraz erdők, szavannák, füves puszták és sivatagok. Állandó, nem vonuló fajok.

## Megjelenésük
Testhosszuk 13-16 centiméter körüli.